# João Bosco dos Santos
João Bosco dos Santos ist ein leitender Beamter aus Osttimor.
2010 wurde Santos (damals im Range eines Verwaltungsbeamten) zum Leiter der Innenrevisionsabteilung der Generaldirektion Unternehmensdienst im Finanzministerium Osttimors. 2011 vertrat er den Leiter der Abteilung für die Verwaltung der Gehälter in der Direktion des Schatzamtes im Finanzministerium für die Dauer der Vakanz.
Bei den Parlamentswahlen in Osttimor 2017 trat Santos für den Congresso Nacional da Reconstrução Timorense (CNRT) an auf den Listenersatzplatz 83.
Bis 2023 war Santos Nationaler Direktor im Finanzministerium Osttimors. 2024 wurde er zum Präsident der Gemeindeverwaltung (Presidente Autoridade Município) der Gemeinde Aileu ernannt. Er folgte damit in der Funktion dem bisherigen Administrator Abel de Conceição.